# Amt Preetz-Land
Amt Preetz-Land er et amt i det nordlige Tyskland, beliggende i den vestlige del af Kreis Plön. Kreis Plön ligger i den østlige/centrale del af delstaten Slesvig-Holsten. Amtets administration er beliggende i byen Schellhorn.

## Kommuner i amtet
(Befolkningstal pr. 31. december 2007)
| 1. Barmissen (183) 2. Boksee (495) 3. Bothkamp (299) 4. Großbarkau (184) 5. Honigsee (446) 6. Kirchbarkau (744) 7. Klein Barkau (255) 8. Kühren (667) 9. Lehmkuhlen (1493) | 1. Löptin (307) 2. Nettelsee (403) 3. Pohnsdorf (476) 4. Postfeld (476) 5. Rastorf (865) 6. Schellhorn (1617) 7. Wahlstorf (523) 8. Warnau (372) |

## Erhverv og infrastruktur
Amtets område er præget af landbrug og turisme.

### Turisme
Turismen fremmes af amtsadministrationen, som har lanceret konceptet Barkauer Land og anlagt cykel- og vandreruten Schusteracht; Der er opså mulighed for kano- og kajaksejlads på floden Schwentine, der løber gennem en stor del af området. Der er en campingplads i kommunen Wahlstorf, beliggende på sydbredden af Lanker See.

### Trafik
Amtets område ligger omkring byen Preetz. Bundesstraße 76 krydser gennem amtet i nord-sydlig retning. Landevejen 211 fører syd om Schwentine fra Preetz over Rastorf til Bundesstraße 202 i retning mod Schönberg.